# Chanel (nome)
Chanel  è un nome proprio di persona inglese femminile.

## Varianti
- Femminili: Chanelle[1][2], Shanel[2], Shanelle[1][2]

## Origine e diffusione
Si tratta di un nome recente, diffusosi negli Stati Uniti a partire dagli anni settanta, tratto dal nome di Chanel, il celebre marchio di abiti e profumi femminili; esso deve il suo nome alla sua fondatrice, la stilista francese Gabrielle Bonheur "Coco" Chanel, il cui cognome deriva dal termine francese antico chanel, che significa "tubo", "conduttura", "scarico", "canale".

## Onomastico
Non ci sono sante con questo nome, che è quindi adespota. L'onomastico si può festeggiare il 1º novembre, giorno di Ognissanti. Va segnalato comunque che si registra un santo che lo portò come cognome, Pietro Chanel, sacerdote marista martirizzato a Futuna, commemorato il 28 aprile.

## Persone
- Chanel Cresswell, attrice inglese

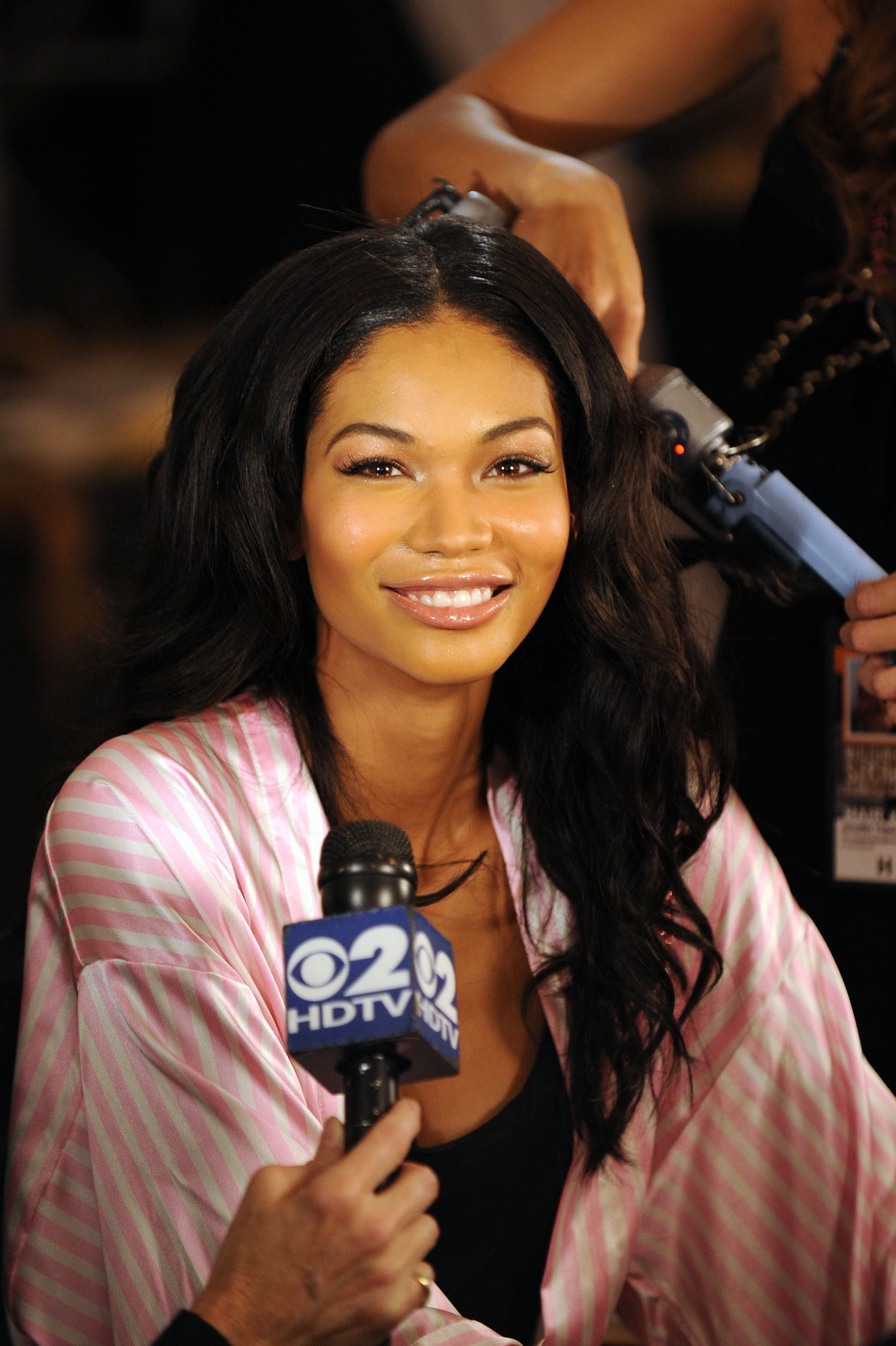
Chanel Iman

- Chanel Iman, supermodella statunitense
- Chanel Mokango, cestista congolese
- Chanel Preston, attrice e regista pornografica statunitense
- Chanel Santini, attrice pornografica statunitense
- Chanel Simmonds, tennista sudafricana
- Chanel Terrero, attrice, cantante e ballerina cubana naturalizzata spagnola
- Chanel West Coast, rapper, modella e attrice statunitense

### Varianti
- Chanelle Price, mezzofondista statunitense
- Chanelle Scheepers, tennista e allenatrice di tennis sudafricana